# Патнам (округ, Флорида)
Па́тнам (англ. Putnam county) — округ штата Флорида Соединённых Штатов Америки. На 2000 год в нём проживало 70 423 человека. По оценке бюро переписи населения США в 2008 году население округа составляло 73 459 человек. Окружным центром является город Палатка.

## История
Округ Патнам был сформирован в 1849 году. Он стал 28 округом Флориды, образованный из участков округов Сент-Джонс, Алачуа, Ориндж, Дувол и Марион. Округ был назван в честь Бенжамина Патнама, солдата во Флоридских войнах, юриста, члена легислатуры и первого президента Исторического Общества Флориды.